# Municipio de Keener (Indiana)
El municipio de Keener (en inglés: Keener Township) es un municipio ubicado en el condado de Jasper en el estado estadounidense de Indiana. En el año 2010 tenía una población de 10 110 habitantes y una densidad poblacional de 80,88 personas por kilómetro cuadrado.

## Geografía
El municipio de Keener se encuentra ubicado en las coordenadas 41°11′24″N 87°12′38″O / 41.19000, -87.21056. Según la Oficina del Censo de los Estados Unidos, el municipio tiene una superficie total de 125 km², de la cual 124,61 km² corresponden a tierra firme y (0,31 %) 0,39 km² es agua.

## Demografía
Según el censo de 2010, había 10 110 personas residiendo en el municipio de Keener. La densidad de población era de 80,88 hab/km². De los 10 110 habitantes, el municipio de Keener estaba compuesto por el 95,58 % blancos, el 0,2 % eran afroamericanos, el 0,17 % eran amerindios, el 0,51 % eran asiáticos, el 2,67 % eran de otras razas y el 0,87 % eran de una mezcla de razas. Del total de la población el 6,22 % eran hispanos o latinos de cualquier raza.